# Saltholm
Saltholm (isolotto del sale) è un'isola nell'Øresund, lo stretto che separa la Danimarca dalla Svezia. Si trova ad est dell'isola danese di Amager ed è sotto il comune di Tårnby. A sud di Saltholm si trova l'isola artificiale di Peberholm, dove passa il Ponte sull'Øresund che collega Copenaghen e Malmö.
L'isola è piatta (altezza massima: 5 metri sul livello del mare), è lunga 7 km e larga 3.
Saltholm vide la presenza dell'uomo fin dall'antichità. Fu utilizzata come lazzaretto tra il 1709 e il 1711, periodo in cui Copenaghen fu colpita da peste e colera. Nel 1915 vide la presenza dei cannoni dell'artiglieria danese, a protezione della capitale. Negli anni sessanta e settanta fu ritenuta idonea per la costruzione dell'aeroporto di Copenaghen, ma le forti proteste costrinsero le autorità danesi a cambiare zona (l'aeroporto fu poi costruito vicino alla capitale, nell'isola di Amager).
Attualmente è una riserva naturale per uccelli.